# Hicham El Guerrouj
Hicham El Guerrouj (în arabă هشام الكروج, în berberă ⵀⵉⵛⴰⵎ ⴰⴳⴰⵔⵓⵊ; n. 14 septembrie 1974, Berkane, Regiunea Oriental, Maroc) este un fost atlet marocan specializat pe semifond. 

## Carieră
A fost dublu campion olimpic la 1.500 m și la 5.000 m din cadrul Jocurilor Olimpice de vară din 2004 de la Atena, fiind cel de-al doilea atlet care a reușit această performanță după „finlandezul zburător” Paavo Nurmi. A fost și cvadruplu campion mondial pe 1.500 m în 1997, 1999, 2001 și 2003.  Deține încă în prezent recordurile mondiale în aer liber pe 1.500 m (3:26,00) și pe milă (3:43,13). A deținut și recordurile mondiale pe 2 000 m (4:44,79) și în sală pe 1.500 m (3:31,18) și pe milă (3:48,45). 
Poreclit „regele semifondului”, a fost inclus în 2014 în Hall of Fame-ul atletismului.

## Palmares
| An   | Competiție                                      | Locație                   | Loc | Eveniment | Note     |
| ---- | ----------------------------------------------- | ------------------------- | --- | --------- | -------- |
| 1992 | Campionatul Mondial de Cros de Juniori (sub 20) | Boston, Statele Unite     | 14  | 7,8 km    | 24:26    |
| 1992 | Campionatul Mondial de Cros de Juniori (sub 20) | Boston, Statele Unite     | 3   | echipe    | 24:26    |
| 1992 | Campionatul Mondial de Juniori (sub 20)         | Seul, Coreea de Sud       | 3   | 5000 m    | 13:46,79 |
| 1993 | Campionatul Mondial de Cros de Juniori (sub 20) | Amorebieta-Etxano, Spania | 15  | 7,15 km   | 21:28    |
| 1993 | Campionatul Mondial de Cros de Juniori (sub 20) | Amorebieta-Etxano, Spania | 3   | echipe    | 21:28    |
| 1994 | Campionatul Mondial de Ekiden                   | Litochoro, Grecia         | 1   | ekiden    | 1:57:56  |
| 1995 | Campionatul Mondial în sală                     | Barcelona, Spania         | 1   | 1500 m    | 3:44,54  |
| 1995 | Campionatul Mondial                             | Göteborg, Suedia          | 2   | 1500 m    | 3:35,28  |
| 1996 | Jocurile Olimpice                               | Atlanta, Statele Unite    | 12  | 1500 m    | 3:40,75  |
| 1997 | Campionatul Mondial în sală                     | Paris, Franța             | 1   | 1500 m    | 3:35,31  |
| 1997 | Campionatul Mondial                             | Atena, Grecia             | 1   | 1500 m    | 3:35,83  |
| 1999 | Campionatul Mondial                             | Sevilla, Spania           | 1   | 1500 m    | 3:27,65  |
| 2000 | Jocurile Olimpice                               | Sydney, Australia         | 2   | 1500 m    | 3:32,32  |
| 2001 | Campionatul Mondial în sală                     | Lisabona, Portugalia      | 1   | 3000 m    | 7:37,74  |
| 2001 | Campionatul Mondial                             | Edmonton, Canada          | 1   | 1500 m    | 3:30,68  |
| 2003 | Campionatul Mondial                             | Paris, Franța             | 1   | 1500 m    | 3:31,77  |
| 2003 | Campionatul Mondial                             | Paris, Franța             | 2   | 5000 m    | 12:52,83 |
| 2004 | Jocurile Olimpice                               | Atena, Grecia             | 1   | 1500 m    | 3:34,18  |
| 2004 | Jocurile Olimpice                               | Atena, Grecia             | 1   | 5000 m    | 13:14,39 |

## Recorduri personale
| Probă          | Performanță | Dată              | Locație   |
| -------------- | ----------- | ----------------- | --------- |
| 1500 m         | 3:26,00 RM  | 14 iulie 1998     | Roma      |
| Milă           | 3:43,13 RM  | 7 iulie 1999      | Roma      |
| 5000 m         | 12:50,24    | 12 iunie 2003     | Ostrava   |
| 1500 m în sală | 3:31,18 RN  | 2 februarie 1997  | Stuttgart |
| Milă în sală   | 3:48,45 RN  | 12 februarie 1997 | Gent      |
| 3000 m în sală | 7:33,73 RN  | 23 februarie 2003 | Liévin    |